# Деутеростомије
Деутеростомије (лат. Deuterostomia) су животиње код којих од бластопора настаје анални отвор, док се усни отвара на другом крају тела нешто касније. Њихово браздање је радијално, целом настаје ентероцелно, а развиће им је недетерминисано. Деутеростомијама припадају следећи типови животиња:
- бодљокошци
- полухордати
- туникати
- хордати
- мање целомске деутеростомије којима припадају:
  - стакласти црви
  - брадати црви